# 코다 쇼세이
코다 쇼세이(일본어: 香田証生, 1979년 11월 29일 ~ 2004년 10월 29일)는 이라크에서 납치되어 2004년 10월 29일 알카에다 이라크 지부가 참수한 일본인이었다. 이라크에서 참수된 최초의 일본인이었다.

## 성장 과정
코다의 부모인 세츠코 코다와 마스미 코다는 일본기독교단의 회원이었다. 코다의 가족이 일본기독교단에 속해 있었기 때문에 그의 팔에는 십자가 문신이 있었다. 이 가족은 후쿠오카현 노가타시 출신이었고 그의 어머니는 간호사였다. 코다는 2002년까지 인테리어 화가로 일하기 시작하기 전 3학년 때 고등학교를 중퇴했다.

## 납치와 사망
코다는 2004년 10월 20일에 암만을 떠났다. 그는 이라크로 여행하지 말라는 조언을 무시하고, 그곳에서 무슨 일이 일어나는지 궁금해서 그 나라에 입국했다.
코다를 납치한 자들은 일본이 48시간 이내에 이라크에서 자위대를 철수 시키지 않으면 미국인 닉 버그와 영국인 케네스 비글리처럼 같은 운명을 맞이하게 될 것이며 이는 이전에 한국에서 일어났던 김선일 사건과도 요구 내용이 비슷했다. 고이즈미 준이치로 총리가 이끄는 일본 정부는 테러리스트에게 양보하지 않을 것이라고 말하며 이러한 요구를 따르기를 거부했다.
코다의 살해 영상에서 코다는 성조기 위에 앉아 있고, 납치한 자들은 그의 뒤에 서 있다. 코다의 손은 등 뒤로 묶여 있다. 그는 눈을 가린 채 잡아간 자들이 2분 10초 동안 성명을 읽는다. 그런 다음 납치한 자들은 코다를 땅에 눕힌 채 참수하기 시작한다. 영상은 코다의 잘린 머리가 그의 몸 위에 있는 장면과 이라크 알카에다의 깃발이 나오는 장면으로 끝난다. 그의 시신은 10월 30일 바그다드에서 미국 국기에 싸인 채 발견되었다.

## 여파
코다의 시신은 일본으로 반환되었다. 그는 기독교 장례식을 치렀다. 이 사건은 일본에서 엇갈린 반응을 불러일으켰다. 많은 일본인들이 이 살인 사건에 분노하고 경악했지만, 일부는 여행 권고를 무시한 피해자를 비난했고 다른 사람들은 고이즈미 행정부를 비판했다.